# Округ Галатин (Кентаки)
Округ Галатин (енгл. Gallatin County) је округ у америчкој савезној држави Кентаки.

## Демографија
По попису из 2010. године број становника је 8.589, што је 719 (9,1%) становника више него 2000. године.
| Група             | 2000.         | 2010.         |
| Белци             | 7.563 (96,1%) | 7.952 (92,6%) |
| Афроамериканци    | 125 (1,6%)    | 113 (1,3%)    |
| Азијати           | 17 (0,2%)     | 15 (0,2%)     |
| Хиспаноамериканци | 82 (1,0%)     | 372 (4,3%)    |
| Укупно            | 7.870         | 8.589         |